# Kaple Panny Marie (Stari Grad)
Kaple Panny Marie (chorvatsky Kapela Gospojica u Starom Gradu) je kaple necelý kilometr východně od města Stari Grad na ostrově Hvar v Chorvatsku. Nachází se na západním okraji Starigradské pláně u jedné ze starověkých řeckých cest, vedoucí ze Starého Gradu do Vrbosky.

## Historie
Kapli nechal postavit šlechtic Petar Dujmičić na konci 16. století. V kapli je socha Panny Marie a triptych, jehož autorem je Francesco da Santacroce (15. století).